# Ed Morrison
Edward Francis Morrison (Bristol, 6 settembre 1951) è un dirigente sportivo ed ex arbitro internazionale di rugby a 15 affiliato alla Rugby Football Union; è al 2021 l'unico direttore di gara inglese ad avere diretto una finale di Coppa del Mondo di rugby, nonché l'unico in assoluto ad avere diretto sia la finale della Coppa del mondo maschile che quella femminile.

## Biografia
Impiegato nell'industria aerospaziale e giocatore dilettante, intraprese la carriera arbitrale nel 1982 dopo un infortunio.
Acquisì in 7 anni di servizio l'abilitazione a internazionale, accordatagli nel 1989; il primo test match diretto fu l'incontro Francia ‒ Scozia al Cinque Nazioni 1991 e, in quello stesso anno, esordì in Coppa del Mondo a Edimburgo nella fase a gironi con la direzione dell'incontro tra Scozia e Giappone.
Nel 1993 divenne famoso per essere stato il primo arbitro a espellere un giocatore del Sudafrica in un incontro internazionale; successe a Brisbane nel corso del  tour in Australia degli Springbok quando mostrò il cartellino rosso a James Small per intemperanze in campo ed essersi rivolto con insulti al direttore di gara; due anni più tardi fu arbitro alla Coppa del Mondo 1995 proprio in Sudafrica e diresse la finale tra i locali, in cui ritrovò di nuovo Small, e la Nuova Zelanda; si trattava all'epoca del suo diciassettesimo test match e del primo inglese, e al 2019 l'unico, a dirigere l'ultimo atto del torneo.
Fu, ancora, nel panel della Coppa del Mondo 1999 dopo essere divenuto, nel 1998, il primo arbitro professionista inglese e nel 2001 decise di chiudere la carriera direttiva dopo la finale di Coppa Anglo-Gallese tra Harlequins e Newcastle; dopo il ritiro rimase attivo come addetto all'organizzazione dei calendari al Bristol Harlequins, club minore della sua città natale e nel 2003 divenne dirigente allo sviluppo degli arbitri d'élite per la Rugby Football Union, funzione della quale divenne responsabile unico dal 2008 fino al 2013, anno del suo ritiro da qualsiasi attività manageriale.
Nel 2017 fu insignito dell'onorificenza di ufficiale dell'Ordine dell'Impero Britannico per il suo contributo al gioco del rugby.